# Soira
Soira, Emba Soira ou Sowera é uma montanha da Eritreia. Com cerca de 3018 m de altitude, constitui o ponto mais alto do país. Faz parte das Terras Altas da Eritreia.